# سلین گوبرویل
سلین گوبرویل (فرانسوی: Céline Goberville‎؛ زادهٔ ۱۹ سپتامبر ۱۹۸۶) تیرانداز اهل فرانسه است.
وی در مسابقات کشوری و بین‌المللی در مجموع برندهٔ ۱ مدال نقره شده‌است.